# Great Casterton
Great Casterton – wieś w Anglii, w hrabstwie Rutland. Leży 15 km na wschód od miasta Oakham i 132 km na północ od Londynu. W 2001 miejscowość liczyła 434 mieszkańców.